# Lena Eliassonová
Lena Eliasson (* 22. červenec 1981) je švédská reprezentantka v orientačním běhu. Jejím největším úspěchem je bronzová medaile ze sprintu na Mistrovství světa v roce 2007 v Kyjevě. V současnosti běhá za švédský klub Domnarvets GOIF a žije ve Falunu.

## Sportovní kariéra
| Přehled úspěchů na Mistrovství světa | Přehled úspěchů na Mistrovství světa | Přehled úspěchů na Mistrovství světa | Přehled úspěchů na Mistrovství světa | Přehled úspěchů na Mistrovství světa |
| Mistrovství světa                    | Sprint                               | Middle                               | Long                                 | Štafety                              |
| ------------------------------------ | ------------------------------------ | ------------------------------------ | ------------------------------------ | ------------------------------------ |
| Aichi 2005                           | Kval.                                | X                                    | X                                    | X                                    |
| Århus 2006                           | 4. místo                             | X                                    | X                                    | X                                    |
| Kyjev 2007                           | 3. místo                             | X                                    | 8. místo                             | X                                    |
| Trondheim 2010                       | X                                    | 19. místo                            | X                                    | X                                    |
| Savojsko 2011                        | 3. místo                             | 44. místo                            | X                                    |                                      |

| Přehled úspěchů na Mistrovství Evropy | Přehled úspěchů na Mistrovství Evropy | Přehled úspěchů na Mistrovství Evropy | Přehled úspěchů na Mistrovství Evropy | Přehled úspěchů na Mistrovství Evropy |
| Mistrovství Evropy                    | Sprint                                | Middle                                | Long                                  | Štafety                               |
| ------------------------------------- | ------------------------------------- | ------------------------------------- | ------------------------------------- | ------------------------------------- |
| Otepää 2006                           | 13. místo                             | Kval.                                 | X                                     | X                                     |
| Primorsko 2010                        | 27. místo                             | 3. místo                              | 7. místo                              | 1. místo                              |

| Přehled úspěchů na Mistrovství světa juniorů | Přehled úspěchů na Mistrovství světa juniorů | Přehled úspěchů na Mistrovství světa juniorů | Přehled úspěchů na Mistrovství světa juniorů | Přehled úspěchů na Mistrovství světa juniorů |
| Mistrovství světa juniorů                    | Sprint                                       | Middle                                       | Long                                         | Štafety                                      |
| -------------------------------------------- | -------------------------------------------- | -------------------------------------------- | -------------------------------------------- | -------------------------------------------- |
| Nové Město 2000                              | X                                            | 20. místo                                    | 70. místo                                    | X                                            |
| Miskolc 2001                                 | X                                            | 4. místo                                     | 23. místo                                    | X                                            |